# جون كينيدي (سياسي أمريكي مواليد 1847)
جون كينيدي (بالإنجليزية: John Kennedy)‏ هو قسيس وسياسي أمريكي، (و. 1847 – 1928 م). انتخب عضو مجلس نواب ولاية يوتا.